# 莫里茨·瓦格纳 (博物学家)

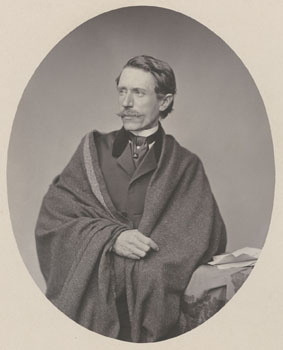
莫里茨·瓦格纳

莫里茨·瓦格纳（Moritz Wagner，1813年10月3日—1887年5月31日）是一位德国探险家、收藏家、地理学家、自然历史学家。瓦格纳曾在阿爾及爾进行过3年科考（1836-1839）。他后来提出了地理隔离会对物种形成产生重要影响的理论（即异域物种形成）。
1852-1855年间，瓦格纳游历了北美洲和中美洲以及加勒比地区。1843年5月，瓦格纳和亚美尼亚作家哈恰杜尔·阿博维扬一同游历了亚美尼亚的塞凡湖地区。瓦格纳最终在慕尼黑自杀，终年73岁。他的哥哥魯道夫·F·J·H·瓦格納是个生理学家、解剖学家。